# Sébastien Chabot
Pour les articles homonymes, voir Chabot.
Ne doit pas être confondu avec Sébastien Cabot.
Sébastien Chabot, né en 1976 à Sainte-Florence au Québec, est un écrivain québécois.

## Biographie
Né en 1976 dans la vallée de la Matapédia, Sébastien Chabot entreprend une technique en aménagement du territoire et urbanisme au Cégep de Matane,. Il étudie ensuite à l'Université du Québec à Rimouski en littérature, puis à l'Université du Québec à Montréal, où il fait sa scolarité de doctorat, mais renonce à la rédaction de sa thèse pour se consacrer à l'écriture et à l'animation d'ateliers de création. Le but de ces ateliers est d'initier les élèves à la littérature en leur donnant le goût de la faire et d'y participer en construisant leur propre démarche artistique. Il a d'ailleurs donné un bon nombre de conférences dans les écoles secondaires.
En 2006, il devient assistant à l'édition aux éditions Point de Fuite.
Il habite à Rimouski, où il a été chargé de cours à l'Université du Québec à Rimouski, mais où il enseigne maintenant la littérature au cégep,. 

### Écriture
Son premier roman, Ma mère est une marmotte (2004), se place, selon Benny Vigneault, dans « dans le sillon d'Emile Ajar et de son célèbre roman La vie devant soi » grâce à sa « folie langagière ». Ce livre était également son projet de mémoire en création littéraire à l'Université du Québec à Rimouski.
Sébastien Chabot a participé à des festivals de littérature et des lectures publiques organisées par les salons du livre de Rimouski, de Québec et de Montréal.
En 2021, il est finaliste au Prix du Gouverneur général pour son roman Noir métal aux côtés de Fanny Britt, Sylvie Laliberté, Olivia Tapiero et Paul Serge Forest.

## Œuvres
- Ma mère est une marmotte, Montréal, Point de fuite, 2004, 151 p.; réédition, Rimouski, Éditions Fond'tonne, 2020   (ISBN 2895530394 et 9782925073017)
- L’Angoisse des poulets sans plumes, Notre-Dame-des-Neiges, Éditions Trois-Pistoles, 2006, 159 p.  (ISBN 2895831327)
- Le Chant des mouches, Québec, Éditions Alto, 2007, 161 p.  (ISBN 9782923550091)
- L’Empereur en culottes courtes, Notre-Dame-des-Neiges, Éditions Trois-Pistoles, 2013, 353 p.  (ISBN 9782895832713)
- Noir métal, Québec, Éditions Alto, 2021, 265 p.  (ISBN 9782896944903)

## Prix et honneurs
- 2006 : lauréat du Prix Joviette Bernier, pour L'angoisse des poulets sans plumes[4]
- 2009 : lauréat du Prix relève Culture Montérégie remis par le Conseil montérégien de la culture et des communications (CMCC)[9]
- 2021 : finaliste Prix du Gouverneur général : romans et nouvelles de langue française, catégorie romans et nouvelles, pour le roman Noir Métal[10]